# Alcalde de Albuquerque

El alcalde de Albuquerque, Nuevo México, es el director ejecutivo de la ciudad, elegido por un período de cuatro años. No hay límites de plazo para el alcalde. Según la Constitución del Estado de Nuevo México, las elecciones municipales no son partidistas. El trigésimo y actual alcalde es Tim Keller, un demócrata.

## Historia
Henry N. Jaffa fue elegido primer alcalde de Albuquerque en 1885. La ciudad fue gobernada por un alcalde hasta la transición a un gobierno de la Comisión de la Ciudad en 1916. Bajo este sistema, el líder del gobierno de la ciudad de Albuquerque era el Presidente de la Comisión de la Ciudad. En 1975, debido al gran crecimiento en la ciudad, los votantes reemplazaron el sistema de la Comisión por un sistema de Ayuntamiento. Después de producirse el cambio, los votantes de nuevo eligieron a un alcalde.

## Alcaldía y poderes
Albuquerque tiene una fuerte forma de gobierno del consejo de alcaldes, que le da al alcalde el cargo de director ejecutivo de la ciudad. El alcalde tiene la autoridad para nombrar y destituir a funcionarios de los puestos de la administración pública de la ciudad, y debe proponer un presupuesto cada año. La mayoría de los nombramientos y propuestas del alcalde están sujetos a la aprobación del Ayuntamiento de Albuquerque, pero el alcalde tiene el poder de veto o aprobación de la legislación del Ayuntamiento. La organización de la oficina del alcalde cambia con la administración, pero casi siempre se rige por un jefe de gabinete, subdirector de gabinete y director de comunicaciones.

## Listado de alcaldes

### Alcalde (1885–1916)
| Alcalde             | Periodo                       | Partido             |
| ------------------- | ----------------------------- | ------------------- |
| Henry N. Jaffa      | Julio de 1885 – abril de 1886 |                     |
| George Lail         | Abril de 1886 – abril de 1887 |                     |
| William B. Childers | Abril de 1887 – abril de 1888 |                     |
| Arthur E. Walker    | Abril de 1888 – abril de 1889 |                     |
| G. W. Meylert       | Abril de 1889 – abril de 1890 |                     |
| Michael Mandell     | Abril de 1890 – abril de 1891 |                     |
| Joseph Exum Saint   | Abril de 1891 – abril de 1892 |                     |
| George S. Easterday | Abril de 1892 – abril de 1893 |                     |
| Neill Brooks Field  | Abril de 1893 – abril de 1894 |                     |
| John F. Luthy       | Abril de 1894 – abril de 1895 |                     |
| Joseph C. Baldridge | Abril de 1895 – abril de 1897 |                     |
| Strickland Aubright | Abril de 1897 – abril de 1898 |                     |
| Frank Willey Clancy | Abril de 1898 – abril de 1899 | Partido Republicano |
| Owen N. Marron      | Abril de 1899 – abril de 1902 | Partido Demócrata   |
| Charles F. Myers    | Abril de 1902 – abril de 1904 | Partido Republicano |
| Frank McKee         | Abril de 1904 – abril de 1908 | Partido Republicano |
| Felix H. Lester     | Abril de 1908 – abril de 1910 | Partido Demócrata   |
| John W. Elder       | Abril de 1910 – abril de 1912 | Partido Republicano |
| D. K. B. Sellers    | Abril de 1912 – abril de 1914 | Partido Demócrata   |
| David H. Boatright  | Abril de 1914 – abril de 1916 | Partido Republicano |

### Presidente de la Comisión de la ciudad (1916–1974)
| Presidente de la Comisión de la ciudad | Periodo                                         | Partido             |
| -------------------------------------- | ----------------------------------------------- | ------------------- |
| Henry Westerfield                      | Abril de 1916 – diciembre de 1917               | Partido Republicano |
| Charles F. Wade                        | 4 de diciembre de 1917 – 24 de mayo de 1919     | Partido Republicano |
| Walter Connell                         | Junio de 1919 – abril de 1922                   | Partido Demócrata   |
| William R. Walton                      | Abril de 1922 – diciembre de 1922               | Partido Demócrata   |
| Vacante                                | Diciembre de 1922 – febrero de 1923             |                     |
| Edwin Burnham Swope                    | Febrero de 1923 – 24 de febrero de 1925         | Partido Demócrata   |
| Vacante                                | 24 de febrero de 1925 – junio de 1925           |                     |
| Clyde Tingley                          |                                                 |                     |
| Charles Henry Lembke                   | Enero de 1935 – abril de 1938                   | Partido Demócrata   |
| Clyde Elmer Oden                       | Abril de 1938 – octubre de 1939                 | Partido Demócrata   |
| Clyde Tingley                          | Octubre de 1939 – abril de 1946                 | Partido Demócrata   |
| Albert E. Buck                         | Abril de 1946 – 12 de agosto de 1947            | Partido Republicano |
| Frank W. Darrow                        | 12 de agosto de 1947 – 10 de octubre de 1947    | Partido Republicano |
| Clyde Tingley                          | 10 de octubre de 1947 – 27 de enero de 1948     | Partido Demócrata   |
| Ernest Everly                          | 27 de enero de 1948 – octubre de 1951           | Partido Republicano |
| Clyde Tingley                          | Octubre de 1951 – abril de 1954                 | Partido Demócrata   |
| Maurice Sanchez                        | Abril de 1954 – abril de 1962                   | Partido Republicano |
| Archie Westphall                       | Abril de 1962 – abril de 1966                   | Partido Republicano |
| Ralph S. Trigg                         | Abril de 1966 – octubre de 1967                 | Partido Republicano |
| Pete V. Domenici                       | Octubre de 1967 – marzo de 1970                 | Partido Republicano |
| Charles E. Barnhart                    | Mayo de 1970 – octubre de 1971                  | Partido Republicano |
| Harry E. Kinney                        | Octubre de 1971 – 21 de febrero de 1973         | Partido Republicano |
| Louis E. Saavedra                      | 21 de febrero de 1973 – 10 de diciembre de 1973 | Partido Demócrata   |
| Ray R. Baca                            | 18 de diciembre de 1973 – 1 de abril de 1974    | Partido Demócrata   |
| Richard G. Vaughan                     | 1 de abril de 1974 – 30 de junio de 1974        | Partido Republicano |

### Alcalde (desde 1974)
| Alcalde           | Periodo                                | Partido             |
| ----------------- | -------------------------------------- | ------------------- |
| Harry E. Kinney   | 1 de julio de 1974 – noviembre de 1977 | Partido Republicano |
| David Rusk        | Diciembre de 1977 – noviembre de 1981  | Partido Demócrata   |
| Harry E. Kinney   | Diciembre de 1981 – noviembre de 1985  | Partido Republicano |
| Ken Schultz       | Diciembre de 1985 – noviembre de 1989  | Partido Demócrata   |
| Louis E. Saavedra | Diciembre de 1989 – noviembre de 1993  | Partido Demócrata   |
| Martin Chávez     | Diciembre de 1993 – noviembre de 1997  | Partido Demócrata   |
| Jim Baca          | Diciembre de 1997 – noviembre de 2001  | Partido Demócrata   |
| Martin Chávez     | Diciembre de 2001 – noviembre de 2009  | Partido Demócrata   |
| Richard J. Berry  | Diciembre de 2009 – noviembre de 2017  | Partido Republicano |
| Tim Keller        | Diciembre de 2017 –                    | Partido Demócrata   |